# Entemnotrochus adansonianus
Entemnotrochus adansonianus là một loài ốc biển, là động vật thân mềm chân bụng sống ở biển thuộc họ Pleurotomariidae.

## Phân bố
E. adansonianus is đặc hữu của the West Indies và Caribbean region.

## Hình ảnh

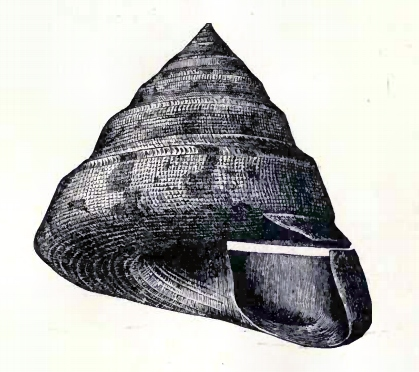